# Мостович Олена Григорівна
Олена Григорівна Мостович (псевдо: «Верба», «Круча»; 1915, с. Малин, Млинівський район, Рівненська область — 13 лютого 1945, прис. Адамків смт. Оржів, нині Клеванська селищна громада, Рівненський район, Рівненська область) — референтка УЧХ Крайового проводу ОУН Північно-західних українських земель, лицарка Золотого хреста заслуги УПА та Срібного хреста заслуги УПА.

## Життєпис
Народилася у сім'ї священика УАПЦ о. Григорія та Марії Мостович. Освіта — середня: закінчила Луцьку українську гімназію. В ОУН із 1930-х років. 
У роки першої більшовицької окупації перебувала на еміграції в м. Холм (тепер — Польща). Влітку 1941 р. працювала в Рівненському осередку «Жіночої служби України». Провідниця жіночої сітки ОУН (1942-02.1945) та референтка УЧХ (1943-02.1945) Крайового проводу ОУН Північно-західних українських земель.
Загинула в бою.

## Нагороди
- Згідно з Постановою УГВР від 8.10.1945 р. і Наказом Головного військового штабу УПА ч. 4/45 від 11.10.1945 р. провідниця жіночої сітки ОУН Крайового проводу ОУН ПЗУЗ Олена Мостович – «Верба» нагороджена Золотим хрестом заслуги УПА.
- Згідно з Постановою УГВР від 11.10.1952 р. і Наказом Головного військового штабу УПА ч. 3/52 від 12.10.1952 р. референтка УЧХ Крайового проводу ОУН ПЗУЗ Олена Мостович – «Верба» нагороджена Срібним хрестом заслуги УПА.